# Nagy Sándor (politikus, 1960)
Nagy Sándor (Szeged, 1960. március 27. –) magyar politikus, országgyűlési képviselő.

## Életpályája

### Iskolái
1978-ban érettségizett a szegedi Vedres István Építőipari Szakközépiskola diákjaként. 1979–1984 között a Budapesti Műszaki és Gazdaságtudományi Egyetem Építőmérnöki Kar hallgatója volt.

### Pályafutása
1984–1986 között a Csongrád Megyei Tervező Vállalat építész statikusa volt. 1986-tól egyéni vállalkozó, magántervező. 1986–1994 között a kisteleki Nagyközségi Tanács, majd a Polgármesteri Hivatal építésügyi főelőadója volt. 1999-től a Csongrád Megyei Területfejlesztési Tanács tagja. 2000-ben, Japánban részt vett az Application for the course Production Management for Eastern European Countries nevű programon. 2002-től a Területfejlesztési Bizottság alelnöke. 2004–2009 között az Európai Unió Régiók Bizottságának delegált tagja, 2009–2015 között a magyar delegáció elnöke volt.

### Politikai pályafutása
1994–1998 között Balástya polgármestere volt. 1998 óta Kistelek polgármestere (1998–2006: Fidesz; 2006–2010: Fidesz-KDNP). 1998 óta a Fidesz tagja. 2000–2005 között a Fidesz Csongrád megyei alelnöke volt. 2002-ben országgyűlési képviselőjelölt volt. 2002–2006 között a Csongrád Megyei Önkormányzat	megyei közgyűlésének tagja volt. 2006-ban a Sport- és turisztikai bizottság tagja volt. 2006-ig a Csongrád Megyei Közgyűlés tagja volt. 2006–2010 között országgyűlési képviselő (Csongrád megye) volt. 2006–2010 között a Gazdasági és informatikai bizottság tagja volt. 2007–2009 között a Közbeszerzési albizottság tagja volt. 2007–2010 között az Energetikai albizottság tagja volt. 2008–2010 között a Lakás- és építésügyi albizottság tagja volt.

## Családja
Édesanyja Krizsán Ilona. Elvált; négy gyermeke született: egy fiú, három leány.

## Díjai
- Polgármesteri Ezüstlánc-díj (2011)